# 마르크트레트비츠
마르크트레트비츠(독일어: Marktredwitz maʁktˈʁɛt.vɪt͡s[*])는 독일 바이에른주 분지델군에 위치한 시(Stadt)이다. 체코 국경 지대에 위치하고 있으며, 헤프에서 서쪽으로 22km,바이로이트에서 동쪽으로 50km, 호프에서 남쪽으로 50km 떨어져 있다. 마르크트레트비츠역은 뉘른베르크-헤프 노선과 뮌헨-호프 노선의 교차점이다.

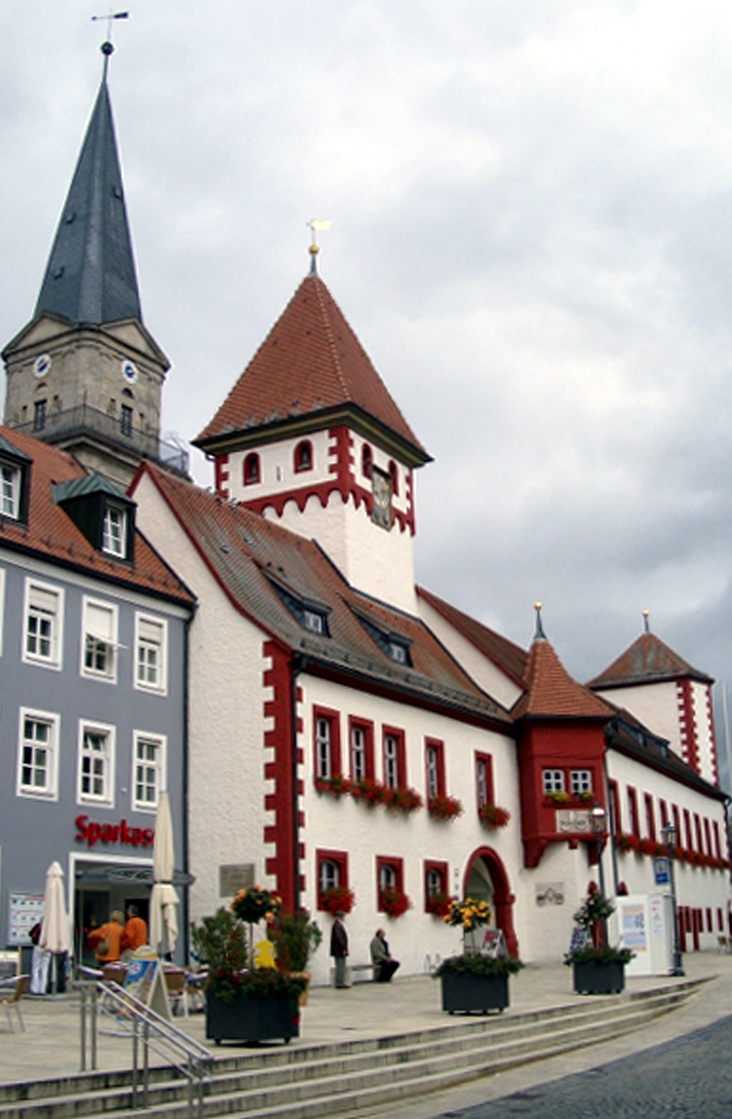
구시청과 교회